# Острів Іванова
О́стрів Івано́ва (рос. Остров Иванова) — острів в Північному Льодовитому океані, у складі архіпелагу Земля Франца-Йосифа. Адміністративно відноситься до Приморського району Архангельської області Росії.

## Географія
Острів знаходиться в північній частині архіпелагу, входить до складу Землі Зичі. Розташований біля північного сходу острова Райнера, на південний схід від мису Бавермана.
Острів майже не вкритий льодом, має видовжену та вузьку форму.

## Історія
Острів названий на честь російського полярного дослідника Івана Іванова.